# Världscupen i alpin skidåkning 2007/2008

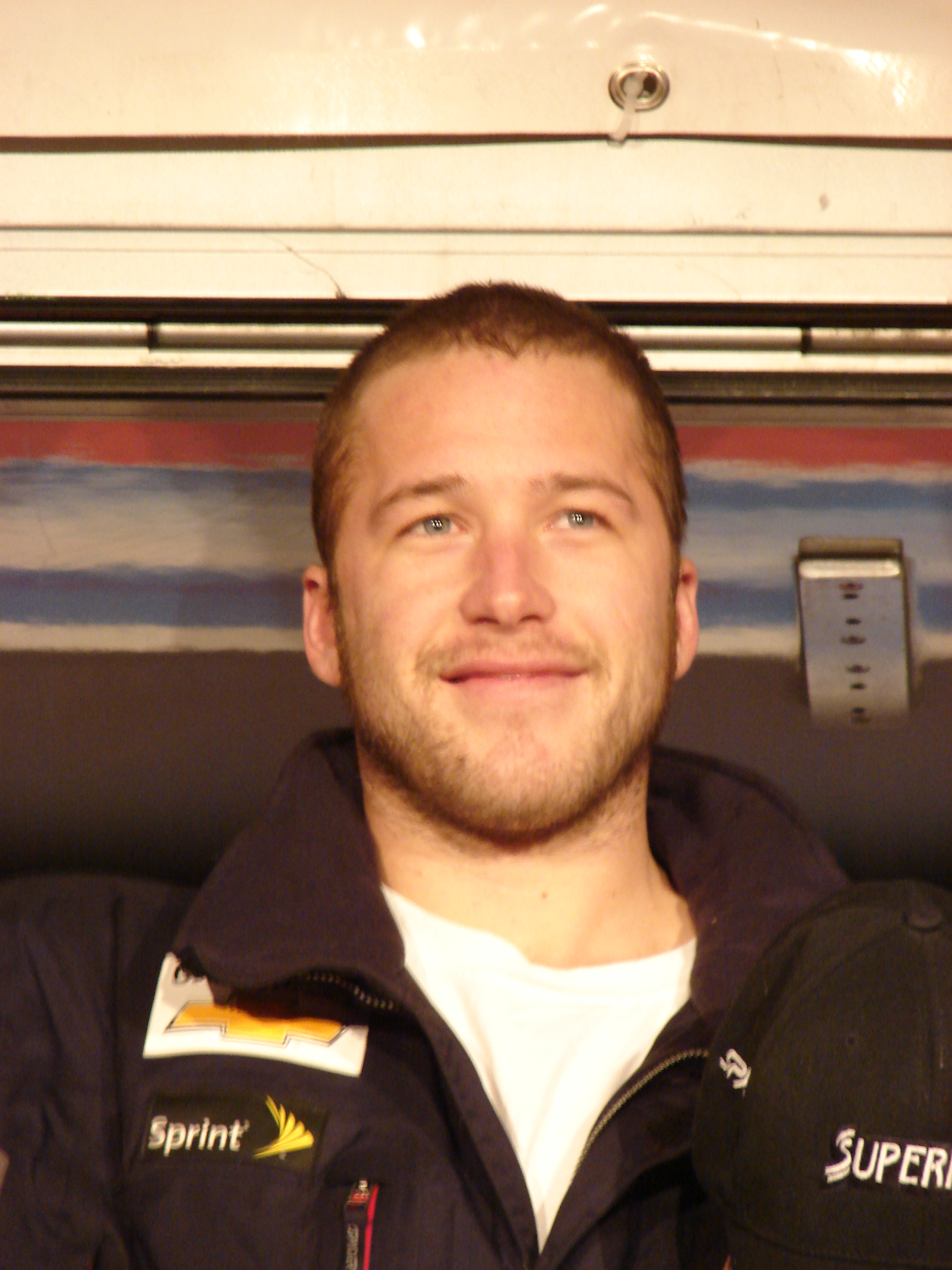
Bode Miller

Världscupen i alpin skidåkning 2007/2008 startade den 27 oktober 2007 med damernas storslalom i Sölden, Österrike. Tävlingen avslutades 16 mars 2008, med världscupfinalen i Bormio, Italien. Totala världscupen vanns på herrsidan av Bode Miller och på damsidan av Lindsey Vonn, båda från USA.

## Tävlingskalender

### Teckenförklaring
| DH | Störtlopp         |
| SG | Super G           |
| GS | Storslalom        |
| SL | Slalom            |
| K  | Alpin kombination |
| SC | Superkombination  |
| T  | Nationstävling    |

### Herrar
| Datum                       | Placering                               | Gren | Vinnare               | Tvåa                       | Trea                              |
| 28 oktober 2007             | Sölden, Österrike                       | GS   | Aksel Lund Svindal    | Ted Ligety                 | Kalle Palander                    |
| 11 november 2007            | Levi, Finland Reiteralm, Österrike      | SL   | Marc Gini             | Kalle Palander             | Manfred Mölgg                     |
| 24 november 2007            | Lake Louise, Kanada                     | DH   | Jan Hudec             | Marco Sullivan             | Andreas Buder                     |
| 25 november 2007            | Lake Louise, Kanada                     | SG   | Aksel Lund Svindal    | Benjamin Raich             | Didier Cuche                      |
| 29 november 2007            | Beaver Creek, USA                       | SC   | Daniel Albrecht       | Jean-Baptiste Grange       | Ondřej Bank                       |
| 30 november 2007            | Beaver Creek, USA                       | DH   | Michael Walchhofer    | Steven Nyman               | Didier Cuche                      |
| 2 december 2007             | Beaver Creek, USA                       | GS   | Daniel Albrecht       | Mario Matt                 | Didier Cuche                      |
| 1 december 3 december 2007  | Beaver Creek, USA                       | SG   | Hannes Reichelt       | Mario Scheiber             | Christoph Gruber                  |
| 8 december 2007             | Bad Kleinkirchheim, Österrike           | GS   | Massimiliano Blardone | Manfred Mölgg              | Ted Ligety                        |
| 9 december 2007             | Bad Kleinkirchheim, Österrike           | SL   | Benjamin Raich        | Jens Byggmark              | Manfred Mölgg                     |
| 14 december 2007            | Val Gardena, Italien                    | SG   | Didier Cuche          | Bode Miller                | Marco Büchel                      |
| 15 december 2007            | Val Gardena, Italien                    | DH   | Michael Walchhofer    | Didier Cuche               | Scott Macartney                   |
| 16 december 2007            | Alta Badia, Italien                     | GS   | Kalle Palander        | Benjamin Raich             | Marc Berthod                      |
| 17 december 2007            | Alta Badia, Italien                     | SL   | Jean-Baptiste Grange  | Felix Neureuther           | Ted Ligety                        |
| 29 december 2007            | Bormio, Italien                         | DH   | Bode Miller           | Andreas Buder              | Jan Hudec                         |
| 5 januari 2008              | Adelboden, Schweiz                      | GS   | Marc Berthod          | Daniel Albrecht            | Hannes Reichelt                   |
| 6 januari 2008              | Adelboden, Schweiz                      | SL   | Mario Matt            | Benjamin Raich             | Felix Neureuther                  |
| 11 januari 2008             | Wengen, Schweiz                         | SC   | Jean-Baptiste Grange  | Daniel Albrecht            | Bode Miller                       |
| 12 januari 2008             | Wengen, Schweiz                         | SL   | Jean-Baptiste Grange  | Jens Byggmark              | Ted Ligety                        |
| 13 januari 2008             | Wengen, Schweiz                         | DH   | Bode Miller           | Didier Cuche               | Manuel Osborne-Paradis            |
| 18 januari 2008             | Kitzbühel, Österrike                    | SG   | Marco Büchel          | Hermann Maier              | Didier Cuche Mario Scheiber       |
| 19 januari 2008             | Kitzbühel, Österrike                    | DH   | Didier Cuche          | Mario Scheiber Bode Miller |                                   |
| 20 januari 2008             | Kitzbühel, Österrike                    | SL   | Jean-Baptiste Grange  | Jens Byggmark              | Mario Matt                        |
| 20 januari 2008             | Kitzbühel, Österrike                    | K    | Bode Miller           | Benjamin Raich             | Ivica Kostelić Rainer Schönfelder |
| 22 januari 2008             | Schladming, Österrike                   | SL   | Mario Matt            | Jean-Baptiste Grange       | Manfred Mölgg                     |
| 26 januari 2008             | Chamonix, Frankrike                     | DH   | Marco Sullivan        | Didier Cuche               | Andrej Jerman                     |
| 27 januari 2008             | Chamonix, Frankrike                     | SC   | Bode Miller           | Ivica Kostelic             | Rainer Schönfelder                |
| 3 februari 2008             | Val d'Isère, Frankrike                  | SC   | Bode Miller           | Ivica Kostelic             | Natko Zrncic-Dim                  |
| 9 februari 2008             | Garmisch-Partenkirchen, Tyskland        | SL   | Reinfried Herbst      | Manfred Mölgg              | Ivica Kostelić                    |
| 17 februari 2008            | Zagreb, Kroatien                        | SL   | Mario Matt            | Ivica Kostelić             | Reinfried Herbst                  |
| 22 februari 2008            | Whistler, Kanada                        | SG   | Christoph Gruber      | Hannes Reichelt            | Ales Gorza                        |
| 23 februari 2008            | Whistler, Kanada                        | GS   | Hannes Reichelt       | Didier Cuche               | Benjamin Raich                    |
| 2 februari 29 februari 2008 | Val d'Isère, Frankrike Kvitfjell, Norge | DH   | Werner Heel           | Bode Miller                | Klaus Kröll                       |
| 1 mars 2008                 | Kvitfjell, Norge                        | DH   | Bode Miller           | Didier Cuche               | Werner Heel                       |
| 2 mars 2008                 | Kvitfjell, Norge                        | SG   | Georg Streitberger    | Bode Miller                | Didier Cuche                      |
| 8 mars 2008                 | Kranjska Gora, Slovenien                | GS   | Ted Ligety            | Manfred Mölgg              | Massimiliano Blardone             |
| 9 mars 2008                 | Kranjska Gora, Slovenien                | SL   | Manfred Mölgg         | Ivica Kostelić             | Marcel Hirscher                   |
| 12 mars 2008                | Bormio, Italien                         | DH   | inställt              |                            |                                   |
| 13 mars 2008                | Bormio, Italien                         | SG   | Hannes Reichelt       | Didier Defago              | Ales Gorza                        |
| 14 mars 2008                | Bormio, Italien                         | GS   | Ted Ligety            | Benjamin Raich             | Cyprien Richard                   |
| 15 mars 2008                | Bormio, Italien                         | SL   | Reinfried Herbst      | Daniel Albrecht            | Marcel Hirscher                   |

### Nationstävling
| Datum        | Placering       | Gren | Vinnare  | Tvåa | Trea |
| 16 mars 2008 | Bormio, Italien | T    | inställt |      |      |

### Damer
| Datum                                           | Placering                                    | Gren | Vinnare                           | Tvåa              | Trea                    |
| 27 oktober 2007                                 | Sölden, Österrike                            | GS   | Denise Karbon                     | Julia Mancuso     | Kathrin Zettel          |
| 10 november 2007                                | Levi, Finland Reiteralm, Österrike           | SL   | Marlies Schild                    | Nicole Hosp       | Chiara Costazza         |
| 24 november 2007                                | Panorama, Kanada                             | GS   | Denise Karbon                     | Elisabeth Görgl   | Manuela Mölgg           |
| 25 november 2007                                | Panorama, Kanada                             | SL   | Marlies Schild                    | Šárka Záhrobská   | Ana Jelušić             |
| 1 december 2007                                 | Lake Louise, Kanada                          | DH   | Lindsey Vonn                      | Renate Götschl    | Britt Janyk             |
| 2 december 2007                                 | Lake Louise, Kanada                          | SG   | Martina Schild                    | Maria Riesch      | Jessica Lindell Vikarby |
| 7 december 2007 8 december 2007                 | Aspen, USA                                   | DH   | Britt Janyk                       | Marlies Schild    | Renate Götschl          |
| 9 december 2007                                 | Aspen, USA                                   | SL   | Nicole Hosp                       | Tanja Poutiainen  | Kathrin Zettel          |
| 15 december 2007                                | Val d'Isère, Frankrike Sankt Moritz, Schweiz | DH   | Anja Pärson                       | Lindsey Vonn      | Maria Riesch            |
| 16 december 2007                                | Val d'Isère, Frankrike Sankt Moritz, Schweiz | SG   | Anja Pärson                       | Emily Brydon      | Renate Götschl          |
| 21 december 2007                                | St Anton, Österrike                          | DH   | Lindsey Vonn                      | Kelly Vanderbeek  | Julia Mancuso           |
| 22 december 2007                                | St Anton, Österrike                          | SC   | Lindsey Vonn                      | Maria Riesch      | Julia Mancuso           |
| 28 december 2007                                | Lienz, Österrike                             | GS   | Denise Karbon                     | Julia Mancuso     | Nicole Gius             |
| 29 december 2007                                | Lienz, Österrike                             | SL   | Chiara Costazza                   | Nicole Hosp       | Tanja Poutiainen        |
| 5 januari 2008                                  | Špindlerův Mlýn, Tjeckien                    | GS   | Denise Karbon                     | Tanja Poutiainen  | Elisabeth Görgl         |
| 6 januari 2008                                  | Špindlerův Mlýn, Tjeckien                    | SL   | Marlies Schild                    | Veronika Zuzulová | Maria Riesch            |
| 12 januari 2008                                 | Maribor, Slovenien                           | GS   | Elisabeth Görgl                   | Manuela Mölgg     | Denise Karbon           |
| 13 januari 2008                                 | Maribor, Slovenien                           | SL   | Nicole Hosp                       | Veronika Zuzulová | Marlies Schild          |
| 19 januari 2008                                 | Cortina d'Ampezzo, Italien                   | DH   | Lindsey Vonn                      | Anja Pärson       | Emily Brydon            |
| 20 januari 2008                                 | Cortina d'Ampezzo, Italien                   | SG   | Maria Holaus                      | Julia Mancuso     | Nicole Hosp             |
| 8 december 2007 18 januari 2008 21 januari 2008 | Aspen, USA Cortina d'Ampezzo, Italien        | SG   | Maria Riesch                      | Elisabeth Görgl   | Renate Götschl          |
| 26 januari 2008                                 | Ofterschwang, Tyskland                       | GS   | Denise Karbon                     | Nicole Hosp       | Elisabeth Görgl         |
| 27 januari 2008                                 | Ofterschwang, Tyskland                       | SL   | Marlies Schild                    | Therese Borssen   | Nicole Hosp             |
| 2 februari 2008                                 | Sankt Moritz, Schweiz                        | DH   | Tina Maze                         | Maria Holaus      | Lara Gut                |
| 3 februari 2008                                 | Sankt Moritz, Schweiz                        | SG   | Emily Brydon                      | Elisabeth Görgl   | Renate Götschl          |
| 9 februari 2008                                 | Sestriere, Italien                           | DH   | Lindsey Vonn                      | Kelly VanderBeek  | Nadia Fanchini          |
| 10 februari 2008                                | Sestriere, Italien                           | SG   | Andrea Fischbacher Fabienne Suter | -                 | Maria Riesch            |
| 15 februari 2008                                | Zagreb, Kroatien                             | SL   | Tanja Poutiainen                  | Marlies Schild    | Veronika Zuzulová       |
| 21 februari 2008                                | Whistler, Kanada                             | DH   | Nadia Styger                      | Lindsey Vonn      | Julia Mancuso           |
| 24 februari 2008                                | Whistler, Kanada                             | SC   | Maria Riesch                      | Marlies Schild    | Anja Pärson             |
| 1 mars 2008                                     | Zwiesel, Tyskland                            | GS   | inställd                          |                   |                         |
| 2 mars 2008                                     | Zwiesel, Tyskland                            | SL   | inställd                          |                   |                         |
| 8 mars 2008                                     | Crans-Montana, Schweiz                       | DH   | Lindsey Vonn                      | Renate Götschl    | Nadia Fanchini          |
| 9 mars 2008                                     | Crans-Montana, Schweiz                       | SC   | Anja Pärson                       | Maria Riesch      | Lindsey Vonn            |
| 12 mars 2008                                    | Bormio, Italien                              | DH   | inställd                          |                   |                         |
| 13 mars 2008                                    | Bormio, Italien                              | SG   | Fabienne Suter                    | Lindsey Vonn      | Alexandra Meissnitzer   |
| 14 mars 2008                                    | Bormio, Italien                              | SL   | Marlies Schild                    | Veronika Zuzulová | Šárka Záhrobská         |
| 15 mars 2008                                    | Bormio, Italien                              | GS   | Elisabeth Görgl                   | Manuela Mölgg     | Kathrin Zettel          |

## Ställning

### Totala världscupen

#### Damer
| Position | Namn            | Poäng |
| -------- | --------------- | ----- |
| 1.       | Lindsey Vonn    | 1403  |
| 2.       | Nicole Hosp     | 1183  |
| 3.       | Maria Riesch    | 1146  |
| 4.       | Elisabeth Görgl | 1137  |
| 5.       | Marlies Schild  | 1120  |

#### Herrar
| Position | Namn           | Poäng |
| -------- | -------------- | ----- |
| 1.       | Bode Miller    | 1409  |
| 2.       | Benjamin Raich | 1298  |
| 3.       | Didier Cuche   | 1263  |
| 4.       | Manfred Mölgg  | 924   |
| 5.       | Ted Ligety     | 898   |

### Slalom

#### Damer
| Position | Namn              | Poäng |
| -------- | ----------------- | ----- |
| 1.       | Marlies Schild    | 640   |
| 2.       | Nicole Hosp       | 515   |
| 3.       | Veronika Zuzulova | 501   |
| 4.       | Tanja Poutiainen  | 484   |
| 5.       | Sarka Zahrobska   | 392   |

#### Herrar
| Position | Namn                 | Poäng |
| -------- | -------------------- | ----- |
| 1.       | Manfred Mölgg        | 531   |
| 2.       | Jean-Baptiste Grange | 512   |
| 3.       | Reinfried Herbst     | 450   |
| 4.       | Mario Matt           | 427   |
| 5.       | Ivica Kostelic       | 425   |

### Storslalom

#### Damer
| Position | Namn             | Poäng |
| -------- | ---------------- | ----- |
| 1.       | Denise Karbon    | 592   |
| 2.       | Elisabeth Görgl  | 479   |
| 3.       | Manuela Mölgg    | 359   |
| 4.       | Tanja Poutiainen | 297   |
| 5.       | Julia Mancuso    | 253   |

#### Herrar
| Position | Namn            | Poäng |
| -------- | --------------- | ----- |
| 1.       | Ted Ligety      | 485   |
| 2.       | Benjamin Raich  | 438   |
| 3.       | Manfred Mölgg   | 376   |
| 4.       | Didier Cuche    | 293   |
| 5.       | Daniel Albrecht | 284   |

### Super-G

#### Damer
| Position | Namn            | Poäng |
| -------- | --------------- | ----- |
| 1.       | Maria Riesch    | 374   |
| 2.       | Elisabeth Görgl | 326   |
| 3.       | Fabienne Suter  | 305   |
| 4.       | Renate Götschl  | 283   |
| 5.       | Emily Brydon    | 270   |

#### Herrar
| Position | Namn             | Poäng |
| -------- | ---------------- | ----- |
| 1.       | Hannes Reichelt  | 341   |
| 2.       | Didier Cuche     | 340   |
| 3.       | Benjamin Raich   | 286   |
| 4.       | Didier Defago    | 262   |
| 5.       | Christoph Gruber | 251   |

### Störtlopp

#### Damer
| Position | Namn             | Poäng |
| -------- | ---------------- | ----- |
| 1.       | Lindsey Vonn     | 755   |
| 2.       | Renate Götschl   | 448   |
| 3.       | Britt Janyk      | 390   |
| 4.       | Anja Pärson      | 331   |
| 5.       | Kelly Vanderbeek | 323   |

#### Herrar
| Position | Namn               | Poäng |
| -------- | ------------------ | ----- |
| 1.       | Didier Cuche       | 584   |
| 2.       | Bode Miller        | 579   |
| 3.       | Michael Walchhofer | 407   |
| 4.       | Marco Sullivan     | 278   |
| 5.       | Werner Heel        | 273   |

### Kombination

#### Damer
| Position | Namn            | Poäng |
| -------- | --------------- | ----- |
| 1.       | Maria Riesch    | 260   |
| 2.       | Lindsey Vonn    | 200   |
| 3.       | Anja Pärson     | 160   |
| 4.       | Sandrine Aubert | 110   |
| 5.       | Marlies Schild  | 106   |

#### Herrar
| Position | Namn                 | Poäng |
| -------- | -------------------- | ----- |
| 1.       | Bode Miller          | 410   |
| 2.       | Ivica Kostelic       | 256   |
| 2.       | Daniel Albrecht      | 245   |
| 4.       | Jean-Baptiste Grange | 220   |
| 5.       | Rainer Schönfelder   | 206   |